# Jüdischer Friedhof (Saint-Mihiel)

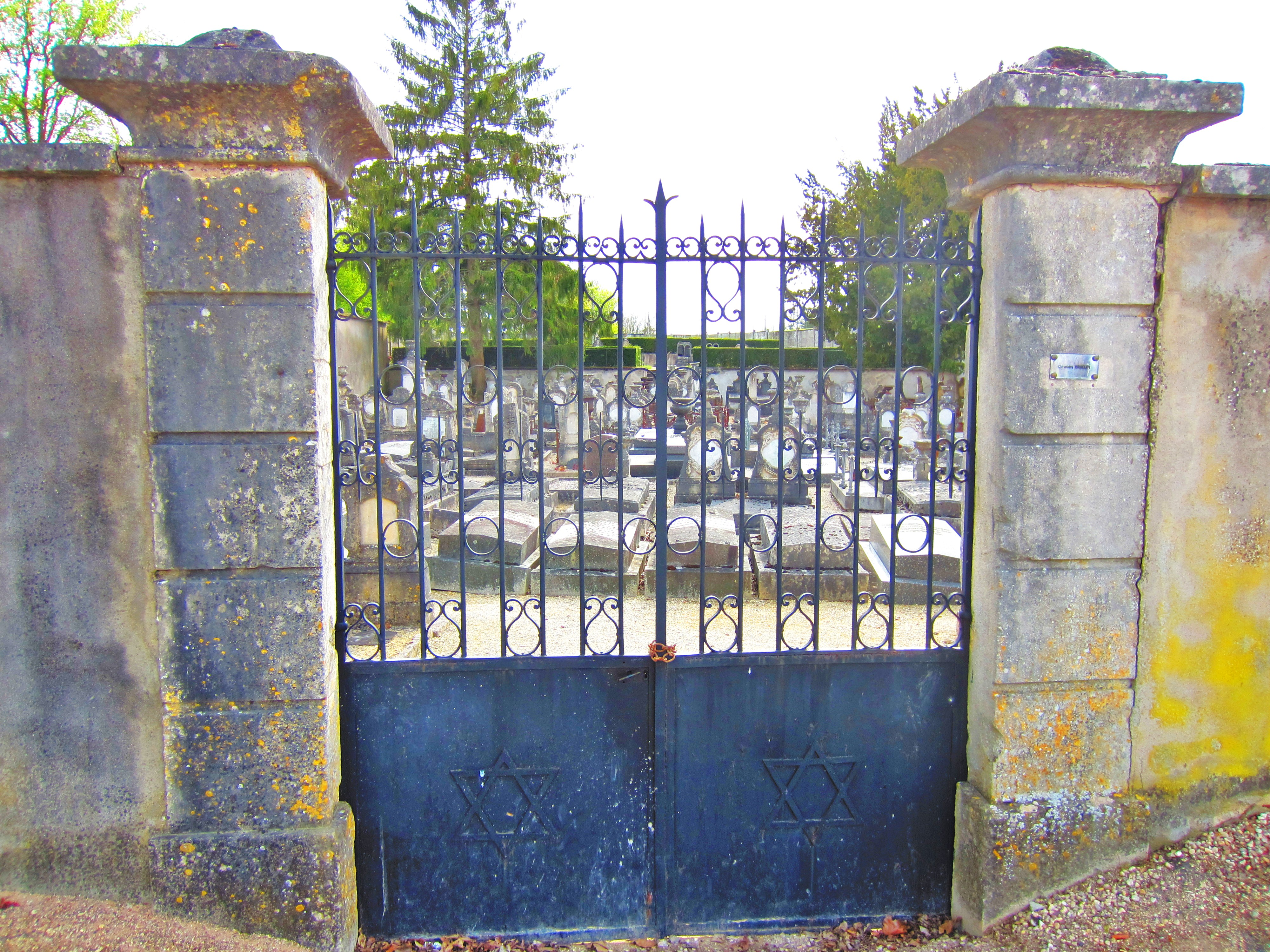
Eingang zum jüdischen Friedhof in Saint-Mihiel

Der Jüdische Friedhof in Saint-Mihiel, einer französischen Gemeinde im Département Meuse in der historischen Region Lothringen, wurde 1851/52 angelegt. Der jüdische Friedhof befindet sich an der Avenue Pierre de Coubertin bzw. an der Rue Côte de Bar.